# Rare, Precious & Beautiful
A Rare, Precious & Beautiful egy három albumból álló válogatás sorozat, mely a Bee Gees együttes 1963 és 1966 között Ausztráliában rögzített felvételeit tartalmazza. A dalok eredetileg a Festival Records kiadásában kislemezeken, valamint a Bee Gees első két stúdióalbumán – The Bee Gees Sing and Play 14 Barry Gibb Songs (1965) és Spicks and Specks (1966) – jelentek meg. Miután 1967-ben az együttes Angliába tette át a székhelyét és világszerte megjelent Bee Gees’ 1st című nagylemezük, a siker nyomán a korábban csak Ausztráliában kiadott dalokra Európában és Amerikában is kereslet támadt. Az LP-ket Angliában a Polydor, Németországban a Karussell, az Amerikai Egyesült Államokban pedig az Atco Records adta ki 1968 és 1969 folyamán. Az eredetileg monó megszólalású dalokat elektronikus úton sztereósították.
Ezek a korai ausztrál dalok az azóta eltelt évtizedek során számtalan összeállításban jelentek meg különböző válogatásokon, LP és CD formátumban is, a világ minden táján. 1978-ban a Pickwick kiadó Angliában In the Beginning – The Early Days címmel jelentette meg újra a három hanglemezt egyben. Az 1998-ban kiadott Brilliant From Birth című válogatás két CD-n az együttes összes korai, ausztrál felvételét tartalmazza digitálisan felújított hangzással és remasterelve, köztük a Rare, Precious & Beautiful nagylemezek dalait is.

## Rare, Precious & Beautiful(1968)
1968 áprilisában jelent meg a Rare, Precious & Beautiful című nagylemez, amely a Spicks and Specks album dalait tartalmazta csak más számsorrenddel.

### Az album dalai
A-oldal
1. Where Are You (Maurice Gibb) – 2:12
2. Spicks and Specks (Barry Gibb) - 2:50
3. Playdown (Barry Gibb) – 2:47
4. Big Chance (Barry Gibb) – 1:40
5. Glass House (Robin Gibb) – 2:25
6. How Many Birds (Barry Gibb) – 1:58

B-oldal
1. Second Hand People (Barry Gibb) – 2:10
2. Monday's Rain (Barry Gibb) – 2:58
3. I Don't Know Why I Bother With Myself (Robin Gibb) – 2:43
4. Jingle Jangle (Barry Gibb) – 2:11
5. Tint Of Blue (Barry és Robin Gibb) – 2:05
6. Born a Man (Barry Gibb) – 3:12

### Közreműködők
- Barry Gibb – ének, gitár
- Robin Gibb – ének, gitár, harmonika
- Maurice Gibb – ének, gitár, basszusgitár, zongora
- John Robinson – basszusgitár
- Colin Petersen – dob
- Steve Kipner – ének
- Vince Melouney- gitár
- Russell Barnsley – dob

## Rare, Precious & Beautiful Vol.2(1968)
1968 novemberében jelent meg a Rare, Precious & Beautiful Vol.2 című nagylemez, amely a The Bee Gees Sing and Play 14 Barry Gibb Songs című első Bee Gees album hét dalát és további öt, csak kislemezen kiadott számot tartalmazott.

### Az album dalai
A-oldal
1. I Was a Lover, a Leader Of Men (Barry Gibb) – 3:35
2. Follow The Wind  (Barry Gibb) – 2:07
3. Claustrophobia  (Barry Gibb) – 2:14
4. Theme From 'Jaimie McPheeters' * (Jerry Winn-Leigh Harline) – 1:51
5. Every Day I Have To Cry * (Arthur Alexander) – 2:05
6. Take Hold Of That Star (Barry Gibb) – 2:38

*korábban csak kislemezen megjelent dalok
B-oldal
1. Could It Be  (Barry Gibb) – 2:03
2. To Be Or Not To Be (Barry Gibb) – 2:10
3. The Three Kisses Of Love * (Barry Gibb) – 1:46
4. Cherry Red *  (Barry Gibb) – 3:07
5. All Of My Life * (Barry Gibb) – 2:36
6. Don't Say Goodbye (Barry Gibb) – 2:23

*korábban csak kislemezen megjelent dalok

### Közreműködők
- Barry Gibb – ének, gitár
- Robin Gibb – ének, orgona
- Maurice Gibb – ének, gitár, basszusgitár, zongora, orgona, mellotron

## Rare, Precious & Beautiful Vol.3(1969)
1969 februárjában jelent meg a Rare, Precious & Beautiful Vol.3 című nagylemez, amely a The Bee Gees Sing and Play 14 Barry Gibb Songs című első Bee Gees album nyolc dalát és további négy, csak kislemezen kiadott számot tartalmazott. Az I Was a Lover, a Leader of Men ezen és az előző válogatáson is szerepelt.

### Az album dalai
A-oldal
1. Wine and Women (Barry Gibb) – 2:52
2. I Don't Think It's Funny (Barry Gibb) – 2:52
3. Turn Around, Look at Me * (Jerry Capehart) – 2:16
4. I Am The World * (Robin Gibb) – 2:34
5. The Battle of the Blue and the Grey * (Barry Gibb) – 2:05
6. How Love Was True (Barry Gibb) – 2:12

*korábban csak kislemezen megjelent dalok
B-oldal
1. And the Children Laughing (Barry Gibb) – 3:20
2. You Wouldn't Know (Barry Gibb) – 2:05
3. I Want Home * (Barry Gibb) – 2:24
4. Timber (Barry Gibb) – 1:46
5. I Was a Lover, a Leader of Men (Barry Gibb) – 3:35
6. Peace of Mind (Barry Gibb) – 2:20

*korábban csak kislemezen megjelent dalok

### Közreműködők
- Barry Gibb – ének, gitár
- Robin Gibb – ének, orgona
- Maurice Gibb – ének, gitár, basszusgitár, zongora, orgona, mellotron

## Külső hivatkozások
- Bee Gees válogatások az AllMusic oldalán
- Bee Gees válogatások a Discogs.com oldalon
- Barry Gibb diszkográfia